# Malcolm Washington
Malcolm Washington  (* 10. April 1991 in Los Angeles) ist ein US-amerikanischer Regisseur, Drehbuchautor und Filmproduzent.

## Leben
Malcolm Washington wurde 1991 in Los Angeles geboren. Er ist der Sohn der Schauspieler Pauletta und Denzel Washington und der Bruder von John David, Katia und Olivia Washington. Letztere ist seine Zwillingsschwester. Washington besuchte die Windward School in Los Angeles, wo er im Basketballteam spielte.  Hiernach studierte er Film an der University of Pennsylvania und machte 2013 seinem Abschluss. Einen Master of Fine Arts in Regie erwarb er 2016 am AFI Conservatory.
Der erste von Washington produzierte Spielfilm war die Tragikomödie North Hollywood von Mikey Alfred, die im Mai 2021 in den USA als Video-on-Demand veröffentlicht wurde und im Juni 2022 in Deutschland auf DVD und als Blu-ray erschien. Im gleichen Jahr stellte er mit dem Kurzfilm Benny Got Shot vor, bei dem er Regie führte und auch das Drehbuch schrieb.
Washingtons Spielfilmdebüt war The Piano Lesson. Der Film basiert auf dem gleichnamigen Theaterstück von August Wilson, das er gemeinsam mit Virgil Williams auch für den Film adaptierte. Eine Hauptrolle besetzte er mit seinem Bruder John David, während sein Vater Denzel als einer der Produzenten des Films in Erscheinung tritt. Dieser hatte mit Fences und Ma Rainey’s Black Bottom bereits zuvor selbst als Regisseur oder Produzent Werke von Wilson verfilmt. The Piano Lesson wurde erstmals Ende August 2024 beim Telluride Film Festival gezeigt und feierte wenige Tage später beim Toronto International Film Festival seine internationale Premiere.

## Filmografie
- 2017: Summer of 17 (Kurzfilm, als Produzent)
- 2017: Benny Got Shot (Kurzfilm, Regie und Drehbuch)
- 2019: The Dispute (Kurzfilm, als Produzent)
- 2021: North Hollywood (als Produzent)
- 2024: The Piano Lesson (Regie und Drehbuch)

## Auszeichnungen
African-American Film Critics Association Award
- 2024: Auszeichnung mit dem Emerging Director Award (The Piano Lesson)[8]

Astra Film Award
- 2024: Nominierung als Bester Debütfilm (The Piano Lesson)[9]

Atlanta Film Festival
- 2017: Auszeichnung mit dem Filmmaker-to-Watch Award (Benny Got Shot)[10]

Black Film Critics Circle Award
- 2024: Auszeichnung als Bester Newcomer mit dem Rising Star Award[11]

Black Reel Award
- 2025: Nominierung als Bester Film (The Piano Lesson)
- 2025: Nominierung für die Beste Regie (The Piano Lesson)
- 2025: Nominierung für die Beste Nachwuchsregie (The Piano Lesson)
- 2025: Nominierung für das Beste Drehbuch (The Piano Lesson)
- 2025: Nominierung für das Beste Debütdrehbuch (The Piano Lesson)[12]

Denver Film Festival
- 2024: Auszeichnung mit dem Excellence in Writing Award (The Piano Lesson)[13]

Hamptons International Film Festival
- 2024: Auszeichnung mit dem Breakthrough Director Award (The Piano Lesson)[14]

Independent Spirit Award
- 2025: Nominierung für den Besten Debütfilm (The Piano Lesson)[15]

Montclair Film Festival
- 2024: Auszeichnung mit dem Performance Award (The Piano Lesson)
- 2024: Auszeichnung mit dem Breakthrough Director Award (The Piano Lesson)[16]

NAACP Image Award
- 2025: Nominierung für die Beste Regie (The Piano Lesson)
- 2025: Nominierung für das Beste Drehbuch – Film (The Piano Lesson)
- 2025: Nominierung als Bester Nachwuchskreativer (The Piano Lesson)[17]

San Francisco International Film Festival
- 2024: Auszeichnung mit dem George Gund III Award for Virtuosity (The Piano Lesson)[18]